# 蒋锡夔
蒋锡夔（1926年9月5日—2017年8月1日），男，上海人，中国有机化学家，中国科学院上海有机化学研究所研究员。曾任该所学术委员会主任，上海大学化学化工学院院长。

## 生平
蒋锡夔生于上海。1947年毕业于上海圣约翰大学化学系。1952年获美国华盛顿大学博士学位。1991年当选为中国科学院学部委员（院士）。
2017年8月1日，于上海逝世。